# Horsens Middelalderfestival
Horsens Middelalderfestival (tidligere Europæisk Middelalderfestival) er en middelalderfestival, der bliver afholdt på Fængslet i Horsens hvert år i slutningen af august.
Den første Europæiske Middelalder Festival blev afholdt i 1992 i anledningen af Horsens's 550 års købstadsjubilæum. Festivalen var oprindelig tænkt som en engangsarrangement til at markere denne mærkedag, men blev en stor publikumssucces, der trak små 20.000 besøgende.
I 1995 gentog arrangørerne succesen med den første rigtige Europæiske Middelalder Festival, der siden har været afholdt hvert år siden. Omkring 60.000 gæster besøger markedet, og med sine over 4.000 aktive medvirkende er den en af Danmarks største festivaler[kilde mangler].
Indtil 2013 blev festivalen afholdt i Horsens midtby på gågaderne og torvene, men siden blev den flyttet til det gamle Statsfængsel og området omkring. Festivalen bestræber sig på, at give publikum en autentisk oplevelse af middelalderen i perioden 1350 til 1536.
Middelaldermarkedet udgøres af ca. 300 bodholdere fra ind- og udland. Der lægges stor vægt på det autentiske og festivalens ledelse forsøger, sammen med bl.a. Horsens Museum, at holde middelalderfanen højt og insistere på, at de varer der sælges, i princippet, kunne være handlet på byens marked for ca. 500 år siden.
I 2016 blev to brudepar gift på middelaldermanér under festivalen. Det foregik i en kirke inspireret af middelalderen, som var blevet opført til arrangementet.
I 2019 skiftede festivalen navn til over Horsens Middelalderfestival.
I 2020 og 2021 var festivalen aflyst grundet coronaviruspandemien. I 2022 havde man et normalt antal gæster i forhold til årene inden Corona, hvilket var omkring 50-60.000.